# Чаговець Василь Юрійович
Васи́ль Ю́рійович Ча́говець (18 (30) квітня 1873, хут. Патичиха поблизу села Заруддя, Роменський повіт, Полтавська губернія, Російська імперія — 19 травня 1941, Київ) — український фізіолог, один з основоположників електрофізіології. Академік АН УРСР (1939).

## Життєпис
Народився 18 (30 квітня) 1873 року на хуторі Патичиха поблизу села Заруддя Роменського повіту Полтавської губернії (нині Сумська область). Після закінчення Військово-медичної академії в Санкт-Петербурзі в 1897 році — військовий лікар. У 1903–1909 роках займався фізіологією в лабораторії І. П. Павлова у Військово-медичній академії.
У 1906 році захистив дисертацію «Нарис електричних явищ на живих тканинах з точки зору новітніх фізико-хімічних теорій».
З 1910 року професор і завідувач кафедрою фізіології медичного факультету Київського університету Святого Володимира (пізніше Київського медичного інституту). Домігся створення фізіологічної лабораторії, на устаткування для якої університету були виділено 20 тисяч рублів. На ці гроші було закуплено найновіше на той час електрофізіологічне обладнання: реостати, струнні гальванометри, хронометри.
Проживав в Києві на вулиці Великій Житомирській у будинку № 23

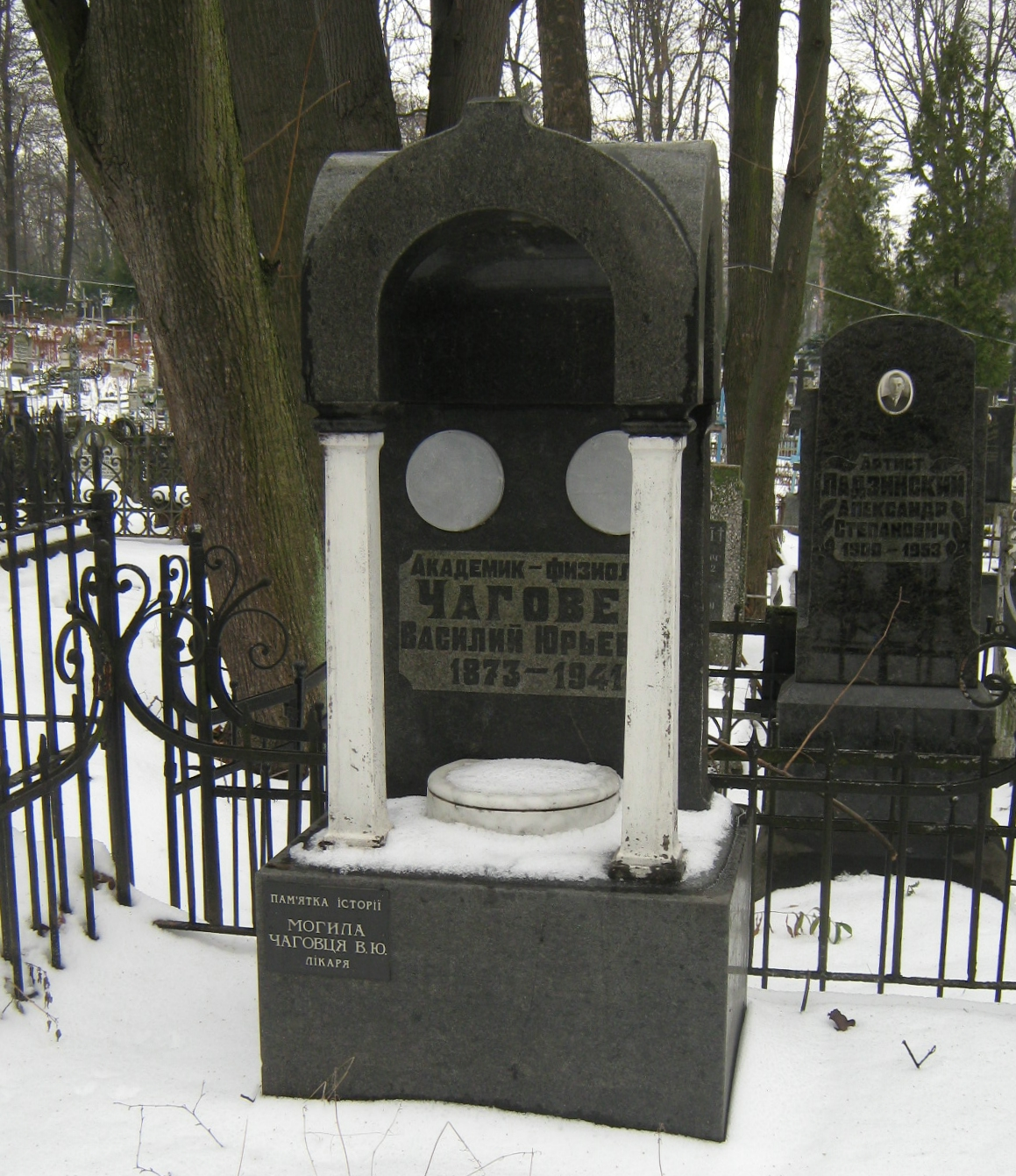
Могила Василя Чаговця

Помер 19 травня 1941 року. Похований в Києві на Лук'янівському цвинтарі (ділянка № 13-1, ряд 4, місце 3).

## Наукова робота
Праці Чаговця присвячені питанням застосування теорії електролітичної дисоціації, запропонованої Сванте Арреніусом; виявлення фізико-хімічного характеру електричних потенціалів у живих тканинах та механізму їх електричного подразнення; застосування математичних методів у біології, електронаркози тощо.
Приділяв багато уваги виготовленню в Україні електрофізіологічної апаратури.
На честь видатного українського фізіолога, основоположника електрофізіології, постановою Президії НАН України №31 від 27.03.2013 засновано Премію НАН України імені Василя Юрійовича Чаговця.

## Наукові праці
- Чаговец В. Ю.О применении теории диссоциации Аррениуса к электрическим явлениям на живых тканях. Доклад в заседании Химического отделения Русского физико-химического общества. Журнал Русского физико-химического общества, 1896; 28(5):431-432.
- Чаговец В. Ю.О применении теории диссоциации Аррениуса к электрическим явлениям на живых тканях. Журнал Русского физико-химического общества, 1896; 28(5):657-663.
- Чаговец В. Ю. О применении теории диссоциации растворов электролитов Аррениуса к электрофизиологии. Невролологический вестник, 1898; 6(1): 173–183.
- Чаговец В. Ю. Очерк электрических явлений на живых тканях с точки зрения новейших физико-химических теорий. Дисс. док. Медицины. Спб.: Тип. Гл. упр. Уделова, 1903. 315 с.
- Чаговец В. Ю. О математическом методе в биологии. Труды ІХ Съезда об-ва русских врачей в память Н. И. Пирогова, 1904; 1:97-100.
- Чаговец В. Ю. Очерк электрических явлений на живых тканях с точки зрения новейших физико-химических теорий. Электрофизиология нервного процесса, 1906; 2:2-168.
- Чаговец В. Ю. Учебная и ученая деятельность проф. И. Р. Тарханова. Журнал Пироговского общества, 1908; 4:8-15.
- До питання про дію деяких отрут на живлені Локковською рідиною м'язи теплокровних (Фізіологічна лабораторія СПб Жіночого медичного інституту).
- Чаговец В. Ю. Наблюдения над электрическими токами слизистой оболочки желудка собак. Тр. 2-ой Всесоюз. съезд физиологов. Изд-во Глав.упр. науч.учрежд., 1926. 282 с.
- Чаговец В. Ю. Конденсаторная теория возбуждения и внутренняя поляризация тканей. Доклады VI Всесоюзного съезда физиологов. Ленинград: 1937. С.806-807.
- Чаговец В. Ю. Аналогия между заряжением конденсаторов и поляризацией. Избран. Труды в одном томе. К.: Изд-во АН Украины, 1957;2:318-319.
- Чаговец В. Ю. Конденсаторная теория возбуждения и внутренняя поляризация живых тканей. Избран. Труды в одном томе. К.: Изд-во АН Украины, 1957; 2:504-505.
- Чаговец В. Ю. О химическом источнике электрических токов в живых тканях. Избран. Труды в одном томе. К.: Изд-во АН Украины, 1957; 1:130-151.
- Чаговец В. Ю. Опыты на моделях. Избран. Труды в одном томе. К.: Изд-во АН Украины, 1957; 1:238-254.
- Чаговец В. Ю. Токи конусообразных мышц. Избран. Труды в одном томе. К.: Изд-во АН Украины, 1957; 1:196-220.
- Чаговец В. Ю. Токи наклонения. Избран. Труды в одном томе. К.: Изд-во АН Украины, 1957; 1:181-196.
- Чаговец В. Ю. Токи, наблюдаемые на правильно построенных мышцах. Избран. Труды в одном томе. К.: Изд-во АН Украины, 1957; 1:151-180.
- Чаговец В. Ю. Электрические органы рыб. Избран. Труды в одном томе. К.: Изд-во АН Украины, 1957; 1:273-293.
- Чаговец В. Ю. Электрические явления в растениях. Избран. Труды в одном томе. К.: Изд-во АН Украины, 1957; 1:294-304.
- Чаговец В. Ю. Электромоторная деятельность мыщц и желез. Избран. Труды в одном томе. К.: Изд-во АН Украины, 1957; 1: 1-304.
- Чаговец В. Ю. Количественные отношения между различными факторами при раздражении живых тканей электрическим током. Избран. Труды в одном томе. К.: Изд-во АН Украины, 1957; 2: 318–319